# Dragus

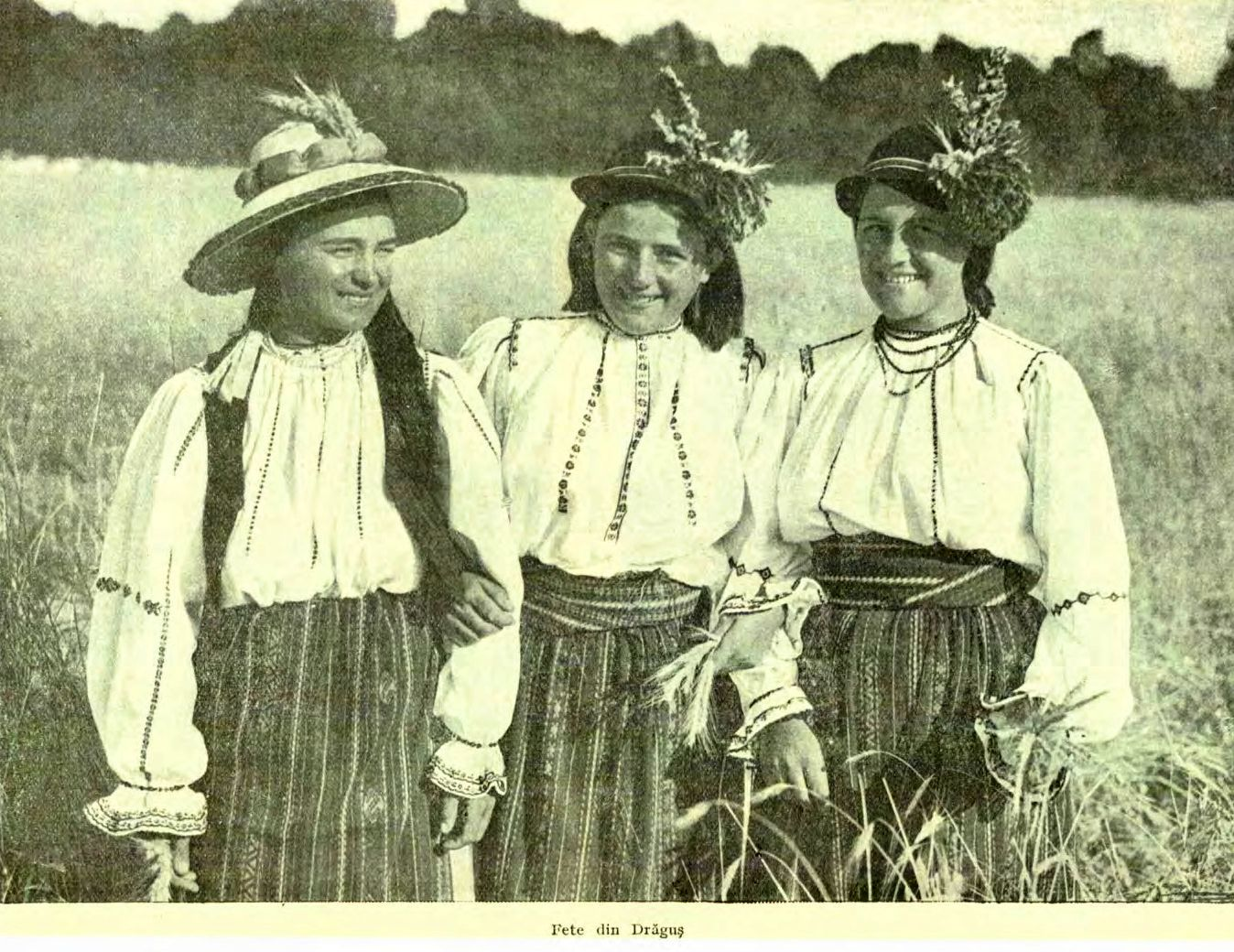
Dragusi lányok 1936-ban

Dragus (románul: Drăguș [drə'guʃ], németül: Drachendorf) falu Romániában, Erdélyben, Brassó megyében, Dragus község központja.

## Fekvése
Fogarastól 38 km-re nyugat–délnyugatra, az azonos nevű patak partján fekszik.

## Nevének eredete
Személynévi eredetű (vö. román Drag, Dragoș, Draguș). Első említése: Dragos (1527).

## Története
Fogarasföldi román falu volt, birtokosa több évszázadon át Fogaras vára. 1632-ben 68 jobbágy- (közülük három halász, két vadász, két szakács és egy molnár), három boér-, három darabont-, két havasalföldi zsellércsalád és négy pap lakta, három malma őrölt. A jobbágyok közül három halászként, kettő vadászként, kettő szakácsként szolgált. II. Rákóczi György 1652-ben megnemesítette itt élő szakácsát, Ioannes Fogarasyt, feleségét, Anna Njagoiét és gyermekeiket, I. Apafi Mihály 1663-ban idevalósi trombitását, Trombitás Andrást. 1722-ben családjai közül már 195 boér és csak 40 jobbágy. 1750-ben három ortodox remetekolostora működött, 1761-ben öt ortodox és három görögkatolikus pap lakta. 1765-ben az orláti román határőrezredhez csatolták, ekkor alakult görögkatolikus iskolája is. A férfiak mint lovas határőrök (huszárok) szolgáltak. 1789-ben családjai közül 160 volt ortodox és 19 görögkatolikus.
Lakói "nemzetségi" alapon, a szász Nachbarschaftok mintájára szomszédságokat (vecinătate) alkottak. 1929 és 1932 közt tizenkét ilyen szomszédság létezett. A szokások szerint például ha egy ifjú férj a felesége portájára költözött, átvette annak nevét is, hogy a nemzetségi viszonyok összhangban maradjanak a térbeli elkülönüléssel. A szomszédságokhoz kapcsolódóan maradt fenn a boérok és a jobbágyok közötti különbségtétel is.
Üvegikonfestő, szűcs- és fazekasközpont volt.
2004-ben vált ki Alsóvist községből és alakult önálló községgé.

## Lakossága
- 1850-ben 1273 lakosából 1253 volt román és 20 cigány nemzetiségű; 1146 ortodox és 127 görögkatolikus.
- 2002-ben 1187 lakosából 1173 román és 12 cigány nemzetiségű; 1185 ortodox vallású.

## Látnivalók
- Az Istenanya Elszenderülése ortodox templomának ikonosztáza Octavian Smigelschi első hasonló megrendelése, 1897-ből.

## Híres emberek
- Itt működött a 18. században Matei Voileanu kalligráfus és festő.
- Itt született 1817-ben Ion Codru-Drăgușanu útleíró, nyelvész.